# عبدالله الشربتلی
عبدالله الشربتلی (عربی: عبدالله الشربتلي؛ زادهٔ ۲۱ سپتامبر ۱۹۸۲) سوارکار اهل عربستان سعودی است.
وی در مسابقات کشوری و بین‌المللی در مجموع برندهٔ ۵ مدال طلا، ۳ مدال نقره، ۱ مدال برنز شده‌است.